# Tokyo Kōsei Nenkin Kaikan

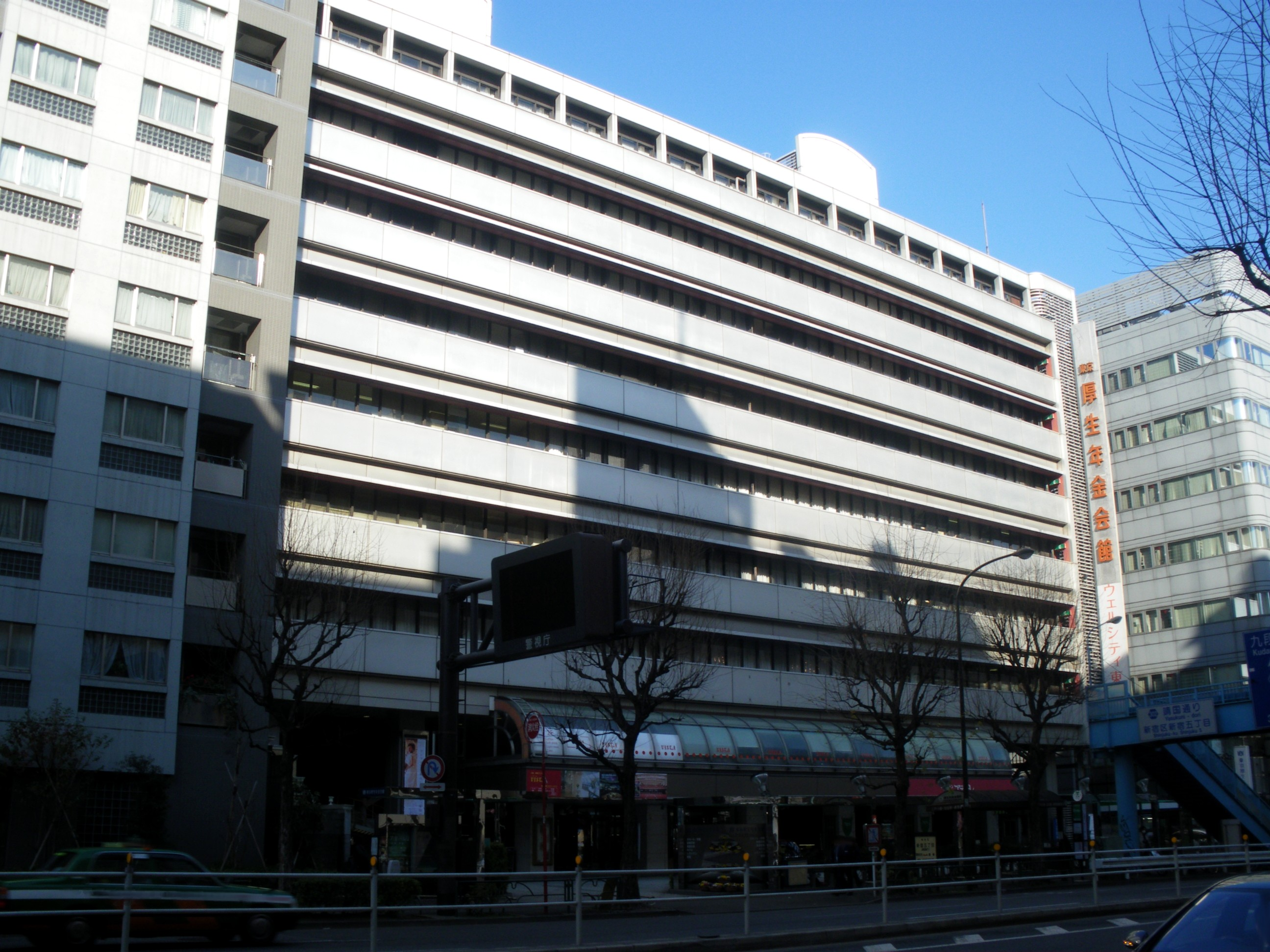
Le Tokyo Kōsei Nenkin Kaikan en 2009

Le Tokyo Kōsei Nenkin Kaikan (東京厚生年金会館), aussi appelé Wel City Tokyo, est une ancienne salle de concert située dans l'arrondissement de Shinju-ku. à Tokyo ; Il s'agit d'une des nombreuses salles de concert publiques au Japon appelées Kōsei Nenkin Kaikan.
Inaugurée en avril 1961, la salle ferme ses portes le 31 mars 2010.

## Source de la traduction
- (en) Cet article est partiellement ou en totalité issu de l’article de Wikipédia en anglais intitulé « Tokyo Kōsei Nenkin Kaikan » (voir la liste des auteurs).